# Saint-Avit-Saint-Nazaire
Saint-Avit-Saint-Nazaire è un comune francese di 1 581 abitanti situato nel dipartimento della Gironda nella regione della Nuova Aquitania.

## Società

### Evoluzione demografica
Abitanti censiti